# Quận Gaines, Texas
Quận Gaines (tiếng Anh: Gaines County) là một quận trong tiểu bang Texas, Hoa Kỳ. Quận lỵ đóng ở thành phố Seminole6. Theo kết quả điều tra dân số năm  2000 của Cục điều tra dân số Hoa Kỳ, quận có dân số 14.467 người.
Theo Cục điều tra dân số Hoa Kỳ, quận có tổng diện tích là 1.503 dặm vuông (3.892 km ²), trong đó, 1.502 dặm vuông (3.891 km ²) là đất và dặm 1 vuông (1 km ²) của nó (0,03%) là nước.

## Thông tin nhân khẩu
Theo điều tra dân số 2 năm 2000, đã có 14.467 người, 4.681 hộ, và 3.754 gia đình sống trong quận. Mật độ dân số là 10 người cho mỗi dặm vuông (4/km ²). Có 5.410 đơn vị nhà ở với mật độ trung bình là 4 cho mỗi dặm vuông (1/km ²). Cơ cấu chủng tộc của dân trong quận gồm 80,28% người da trắng, 2,28% da đen hay Mỹ gốc Phi, 0,76% người Mỹ bản xứ, 0,15% người châu Á, 0,01% người đảo Thái Bình Dương, 14,17% từ các chủng tộc khác, và 2,35% từ hai hoặc nhiều chủng tộc. 35,77% dân số là người Hispanic hay Latino thuộc chủng tộc nào.
Có 4.681 hộ, trong đó 45,30% có trẻ em dưới 18 tuổi sống chung với họ, 67,70% là các cặp vợ chồng sống với nhau, 8,80% có chủ hộ là nữ không có mặt chồng, và 19,80% là không lập gia đình. 18,20% của tất cả các hộ gia đình đã được tạo thành từ các cá nhân và 8,60% có người sống một mình 65 tuổi trở lên đã được người. Bình quân mỗi hộ là 3,07 và cỡ gia đình trung bình là 3,53.
Trong quận, độ tuổi dân cư với 35,00% ở độ tuổi dưới 18, 9,50% 18-24, 26,80% 25-44, 18,40% 45-64, và 10,30% người 65 tuổi trở lên. Tuổi trung bình là 30 năm. Cứ mỗi 100 nữ có 97,00 nam giới. Cứ mỗi 100 nữ 18 tuổi trở lên, đã có 94,00 nam giới.
Thu nhập trung bình cho một hộ gia đình trong quận đã được $ 30.432, và thu nhập trung bình cho một gia đình là $ 34,046. Nam giới có thu nhập trung bình $ 29.580 so với 16.996 $ cho phái nữ. Thu nhập trên đầu cho các quận được $ 13,088. Giới 17,30% gia đình và 21,70% dân số sống dưới mức nghèo khổ, trong đó có 29,20% những người dưới 18 tuổi và 15,70% có độ tuổi từ 65 trở lên.